# Observacions sobre el sentiment de la bellesa i la sublimitat
Observacions Sobre el Sentiment del Belo i del Sublim (en alemany: Beobachtungen über das Gefühl des Schönen und Erhabenen) és un llibre publicat el 1764 per Immanuel Kant.
La primera traducció completa en anglès es va publicar al 1799. La segona, de John T. Goldthwait, al 1960, per la University of California Press.

## Secció primera

### Sobre els objectes diferents del sentiment de la bellesa i la sublimitat
Kant afirma que els sentiments plaents són subjectius. En aquest assaig, hi descriu les seues observacions. El seu interès no rau en els sentiments grollers i irreflexius o en l'altre extrem, en els sentiments més refinats de la recerca intel·lectual. En comptes d'això, ell escriu sobre els sentiments més refinats, que en són mitjancers. Això requereix una certa sensibilitat, excel·lència intel·lectual, talent o virtut.
N'hi ha dos tipus del sentiment més refinat: el sentiment de la sublimitat i el sentiment de la bellesa. Kant dona exemples d'aquests sentiments plaents. Alguns dels seus exemples de sentiments sobre la bellesa són la visió de gerros de flors, ramats pasturant i la llum del dia. Els sentiments de la sublimitat són el resultat de veure cims de muntanyes, tempestats furioses i la nit.
En aquesta secció, Kant dona molts exemples particulars de sentiments sobre la bellesa i la sublimitat. Els sentiments sobre la bellesa «provoquen una sensació agradable, i també alegre i somrient». D'altra banda, els sentiments sobre la sublimitat «desperten plaer, però amb horror».
Kant subdivideix la sublimitat en tres tipus. La sensació sublim aterradora de tant en tant s'acompanya d'una certa por o malenconia. La sensació de la noble sublimitat és la meravella silenciosa. Els sentiments de l'esplèndida sublimitat es poden barrejar de bellesa.

## Secció segona

### Sobre els atributs de la bellesa i la sublimitat en l'ésser humà en general[4]
Kant va descriure la relació entre aquests sentiments més subtils i la humanitat. Els sentiments no estan pas totalment separats l'un de l'altre. La bellesa i la sublimitat poden unir-se o alternar-se. Kant afirma que la tragèdia sol despertar el sentiment de la sublimitat. La comèdia desperta sentiments de bellesa. L'aparença personal dels humans incita aquests sentiments en alguns casos. La posició social d'una persona també afecta aquests sentiments.
La naturalesa humana té moltes variacions en els sentiments de la bellesa i la sublimitat. Algunes variacions de la sublimitat temible són l'aventura i l'aspecte grotesc. Els visionaris i excèntrics són persones que tenen fantasies i capricis. La bellesa, quan degenera, produeix ximpleries, loquacitat, beneiteries, avorriment i bogeria.
La vertadera virtut és diferent del que comunament es considera sobre aquests traços morals: bon cor, benevolència i simpatia o compassió i també amabilitat no són pas veritables virtuts, segons Kant. L'únic aspecte que fa un ésser humà vertaderament virtuós és comportar-se seguint els principis morals. Kant en presenta un exemple per a esclarir-ho: suposem que ens trobem una persona necessitada al carrer; si la seua empatia ens fa ajudar-la, aquesta resposta no il·lustra pas la nostra virtut. En aquest exemple, com no tenim pas recursos per a ajudar tots els necessitats, ens comportem injustament i estem fora del domini dels principis i de la vertadera virtut. La veritable virtut és la qualitat d'elevar el sentiment de bellesa i dignitat de la humanitat a un principi. Quan una persona actua seguint aquest principi, independentment de la seua inclinació, aquesta persona és veritablement i sublimment virtuosa. Kant aplica l'abordatge dels quatre temperaments per a distingir les persones vertaderament virtuoses. Segons Kant, entre totes les persones amb temperaments diversos, una persona amb estat d'esperit malenconiós és la més virtuosa, els pensaments, paraules i accions de la qual són un dels principis.
«Un sentiment profund per la bellesa i dignitat de la naturalesa humana i una fermesa i determinació de la ment per a referir-hi totes les seues accions com a un fonament universal són sincers i no es barregen amb una alegria mutable ni amb la inconstància d'una persona frívola». Amb aquesta observació, Kant intentarà encaixar els diversos sentiments de la bellesa i la sublimitat, i els caràcters morals resultants, en el rígid enquadrament de Galé dels quatre humors o temperaments humans: malenconiós, sanguini, colèric i fleumàtic.
Kant afirma que els temperaments o disposicions humanes són caràcters fixos i separats. Una persona que té un estat d'esperit no té sentiment o sensibilitat per als sentiments més subtils que ocorren en una persona d'un altre temperament.
- Una persona que té una constitució malenconiosa tindrà un sentiment predominant per la sublimitat. Aquesta persona pot tenir una virtut genuïna amb base en el principi que la humanitat té bellesa i valor.
- Qui té una naturalesa sanguínia tindrà principalment un sentiment per la bellesa. Això resulta en una virtut «adoptiva» que es basa en la bondat. La compassió i simpatia d'aquesta persona depenen de la impressió del moment.
- Un humà colèric tindrà un sentiment per la sublimitat esplèndida o vistosa. Com a resultat, aquesta persona tindrà una virtut aparent. Kant ho anomena «una lluïssor de virtut». Això inclou una sensibilitat d'honor i preocupació per l'aparença externa.
- Les persones fleumàtiques tenen apatia o falta d'un sentiment més subtil. Per tant, poden tenir una absència de virtut.

Com un tot, la natura humana és una barreja d'aquestes virtuts. Com a tal, és una esplèndida expressió de bellesa i dignitat.

## Secció tercera

### De la distinció de la bellesa i la sublimitat en les interrelacions dels dos sexes
En la Secció Tres, Kant afirma que les dones predominantment tenen sentiments per les coses belles. Els hòmens, al contrari, tenen principalment sentiments per la sublimitat. Tots els altres sentiments només n'augmenten el sentiment principal. Kant admet, però, que la distinció no n'és absoluta. Donat que «estem referint-nos a éssers humans, hem també de recordar que no són pas tots iguals».
Kant ajuda a arrelar nocions de desigualtat en l'estructura social occidental. Per exemple, argumenta que «una dona viu un poc constreta per no tenir percepcions elevades; és bella i humil, i això li basta als mèrits propis del seu sexe».
La capacitat mental i la comprensió de la dona, per tant, remeten a la bellesa. La comprensió fonda i noble dels hòmens no és escaient per a les dones. Les dones tenen belles virtuts, com ara bondat i benevolència. La virtut dels hòmens és noble i té a veure amb principis i deures. Perquè la dona es preocupa per la bellesa, el pitjor que es pot dir d'ella és que és repel·lent. El defecte més gran d'un home, però, seria ser ridícul, perquè això és l'oposat de la sublimitat.
En la selecció sexual, la dona exigeix que l'home tinga trets nobles i sublims. Un home desitja que una dona tinga belles qualitats. En el casament, el marit i l'esposa ajunten els seus atributs dispars per a formar, per dir-ho així, una sola persona moral. La comprensió de l'home es combina amb el gust de l'esposa per a constituir una unió.

## Secció quarta

### Sobre les característiques nacionals, en la mesura en què depenen del sentiment diferent de la bellesa i la sublimitat
Ací Kant descriu les diferents maneres per les quals algunes persones tenen sentiments més refinats. Ell qualifica aquestes observacions tot dient: «si aquestes diferències nacionals són contingents i depenen dels temps i del tipus de govern, o estan unides per una certa necessitat al clima, no ho indagaré ací».
Els italians tenen un fort sentiment per la bellesa amb alguna barreja de la sublimitat pensativa. Els francesos tenen principalment un sentiment per la bellesa, però amb l'addició de la sublimitat alegre. El sentiment dels alemanys és una barreja gairebé igual de la bellesa i de l'esplèndida sublimitat, perquè es preocupen molt per les aparences externes. El sentiment de la noble sublimitat predomina entre els anglesos, les accions dels quals són guiades per principis i no per impulsos. Amb els seus cruels autos-de-fe i dures conquestes, els espanyols senten la sublimitat aterradora. Els holandesos a Holanda no tenen bon gust i es preocupen sols pel que és útil. Els àrabs són com els espanyols. Els perses se semblen als francesos. Els japonesos són els anglesos de l'Orient. L'Índia Occidental mostra el seu amor per la sublimitat grotesca, així com els xinesos. Els negres africans no tenen sentiments més refinats. Els indis nord-americans, però, tenen un sentiment sublim pel fet de ser aventurers, honrats, autèntics, orgullosos, coratjosos i valorosos.
En l'Antiguitat, els grecs i romans tenien sentiments notables tant per la bellesa com per la sublimitat. Tanmateix, amb els cèsars, això va caure en un amor de lluïssor falsa. La subsegüent civilització gòtica bàrbara tenia un sentiment arrabassador per les coses grotesques. Kant afirma que el seu temps testimonia «el bon gust de la bellesa i noblesa florint tant en les arts i ciències com pel que fa a la moral». Ell pensa que és necessari educar la generació més jove perquè tinga una simplicitat noble, una moral elevada i sentiments més refinats.